# ImJayStation
ImJayStation (本名:Jason Matthew Ethier ジェイソン・マシュー・エシエ、1990年2月14日 -) は、カナダの元YouTuberやインターネットセレブリティ。

## 人物史
- 2016年に不法侵入で逮捕された。
- 2016年11月24日にチャンネル名「ImJayStation」でYouTubeで再始動した。
- 2020年2月に違反のためチャンネル閉鎖。

### ウォルト・ディズニー・ワールド逮捕
2018年3月24日に不法侵入と逮捕に抵抗した罪でフロリダのウォルト・ディズニー・ワールドで逮捕された。

### ガールフレンドの暴力と偽死
2020年1月に当時のガールフレンドであるYouTuberの仲間であるアレキシア・マラノ (Alexia Marano) がトロント、カナダで飲酒運転者に殺されたとYouTubeの視聴者に誤って主張した。しかし、マラノは生きていて論争の後でジェイソンとの関係を終えた。